# Дом Периньйон

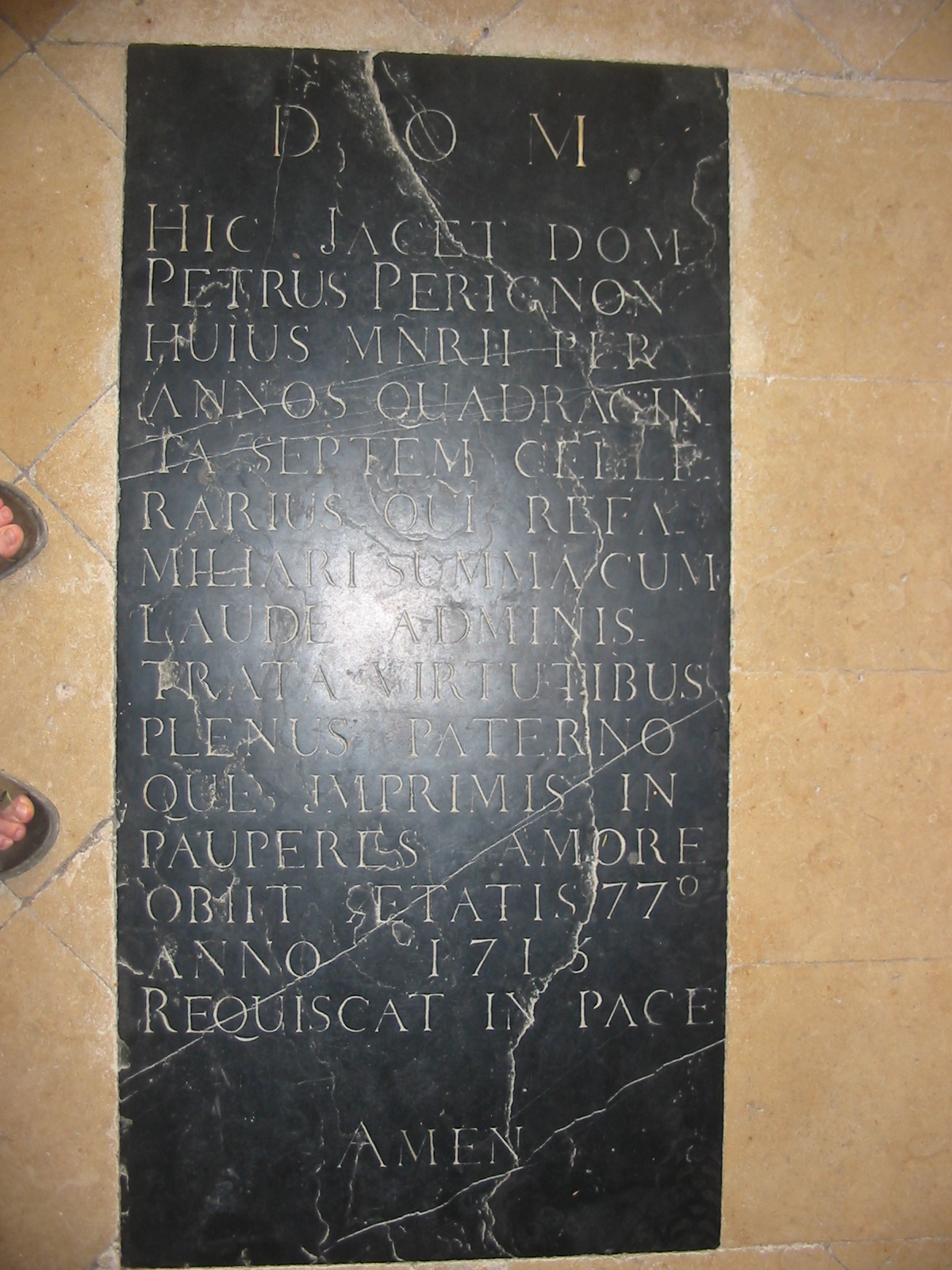
Дом Периньйон похований у соборі Отвілле

Дом П'єр Периньйон (фр. Pierre Pérignon; 1638 — 14 вересня 1715) — званий зазвичай Дом Периньйон (від лат. Domus — «пан», звернення до духовної особи у Франції) — французький монах-бенедиктинець, який зробив значний внесок у розвиток виробництва шампанського. Дом Периньйон започаткував декілька методів виробництва, що використовуються й сьогодні. Наприклад, змішування сировини декількох виноградних сортів. Ще одним нововведенням було додаткове металеве забезпечення закриття пляшки, а також введення товстих скляних пляшок. Відома марка шампанського «Дом Периньйон» названа на його честь.

## Біографія
П'єр Периньйон народився в грудні 1638 або в січні 1639 року в Сент-Мену у заможній сім'ї, він був сьомою дитиною у родині. Хоча дата народження залишається точно невідомою, свідоцтво про його хрещення датоване 5 січня 1639 року. Мати, Маргеріт Ле Руа, померла через сім місяців після його народження. Батько через три роки одружився вдруге з Катрін Бівійон, вдовою міського купця; був службовцем місцевої міської установи і володів декількома виноградниками. 
Хлопчиком П'єр відвідував хорову школу у бенедиктинському аббатстві Муармону до 1651 року, після цього перейшов до єзуїтського коледжу в Шалон-ан-Шампань. Коли йому виповнилось 17 років,- вступив до Бенедиктинського ордену в аббатстві Сен Вон поблизу містечка Верден, де прийняв монахський постриг у 1658 р., відповідно до статуту Бенедикта він чергував ручну роботу, навчання і молитву, набуваючи філософських та богословських знань. У 1666 або 1667 році був висвячений на священика.
З 1668 трудився в старовинному абатстві Овілле поблизу Еперне, де до самої смерті в 1715 році обіймав посаду інтенданта льоху, посаду найвищого значення. У той час монастирі мали величезні маєтки, з яких отримували всілякі продукти, призначені для продажу. Аббатство розпоряджалось численним володіннями, значну частину яких займали виноградники. Виконуючи свої обов'язки, Периньйон приділяв виробництву вина особливу увагу, подвоїв розміри виноградників аббатства.  На знак визнання його заслуг Периньйон був похований в тій частині абатства, яка традиційно призначалася для упокоєння настоятелів.
Периньйон був одним з перших пропагандистів ігристого вина, яке не переважало в його епоху, і вніс низку удосконалень у технологію його виробництва. Він, проте, не був ні винахідником шампанського, ні винахідником декупажу.

## Вплив на виробництво шампанського
В епоху Периньйона реферментація в пляшках була величезною проблемою для виноробів. Коли восени падала температура, у вині яке не дограло, припинялось бродіння до того, як весь цукор, що піддається бродінню, перетворився на спирт. Якщо вино розливали в пляшки у такому стані, воно ставало буквально бомбою уповільненої дії. Коли навесні наставала тепла погода, дріжджі починали повторний процес бродіння; цей процес вивільняв вуглекислий газ, який у кращому випадку виштовхував пробку з пляшки, а в гіршому - призводив до вибуху пляшки, розпочавши ланцюгову реакцію. Пляшки поруч, також під тиском, розривалися від вибуху першої пляшки тощо. Окрім втрати, власне, вина і пляшок, вибухи були небезпечними для працівників винних льохів.
В останній третині 17 століття абатство Сен-П'єр д'Овільєр не мало великого авторитету. Льохи та преси були наполовину зруйновані. Молодий льохар намагався відновити все, щоб дати абатству кошти, яких йому так бракувало, і повернути блиск маленькій релігійній громаді. У Францї, цій країні зі старовинними традиціями виноробства, виноградарство і торгівля вином були хорошим способом поповнити бюджет монастиря. Перше нововведення Периньйона, засвідчене ще в 1668 році, полягало в систематичному підборі сортів винограду різного походження ще до їх пресування. Отримання винограду не становило труднощів для молодого ченця, оскільки десятина вимагала від місцевих виноградарів частину врожаю доставити в монастир. Таким чином, Дом Периньйон мав у своєму розпорядженні великий вибір винограду з дуже різноманітних теренів, які він сам змішував. Саме знання про змішування винограду з трьох-чотирьох лоз різної якості привело до досконалості знамениті вина Шампані. Отець Периньйон, монах-бенедиктинець з д'Овільєра, був першим, хто успішно застосував змішування винограду з різних лоз», — писав отець Ноель-Антуан Плюш у 1763 році.
Ранній енолог Дом Периньйон приділяв особливу увагу збору врожаю та вибору винограду, не дозволяючи нікому скуштувати його. «Отець Периньйон не куштував винограду у виноградниках, хоча ходив туди щодня, коли вони наближалися до зрілості», — свідчить брат П’єр, учень і наступник «батька» шампанського. Він куштував виноград лише наступного дня натщесерце, залишивши ночувати на повітрі на своєму вікні. Він каталогізував урожаї не тільки за смаком, а ще й за такими критеріями: ранній, пізній; холодний, дощовий, сонячний рік; як багато листя на лозі на час збору. Усі ці події послужили правилами для складання купажів. Дом Периньйон підніс виноробство до рівня науки.
Таким чином, вино набуває якостей, яких у нього не було досі.

## Міфи

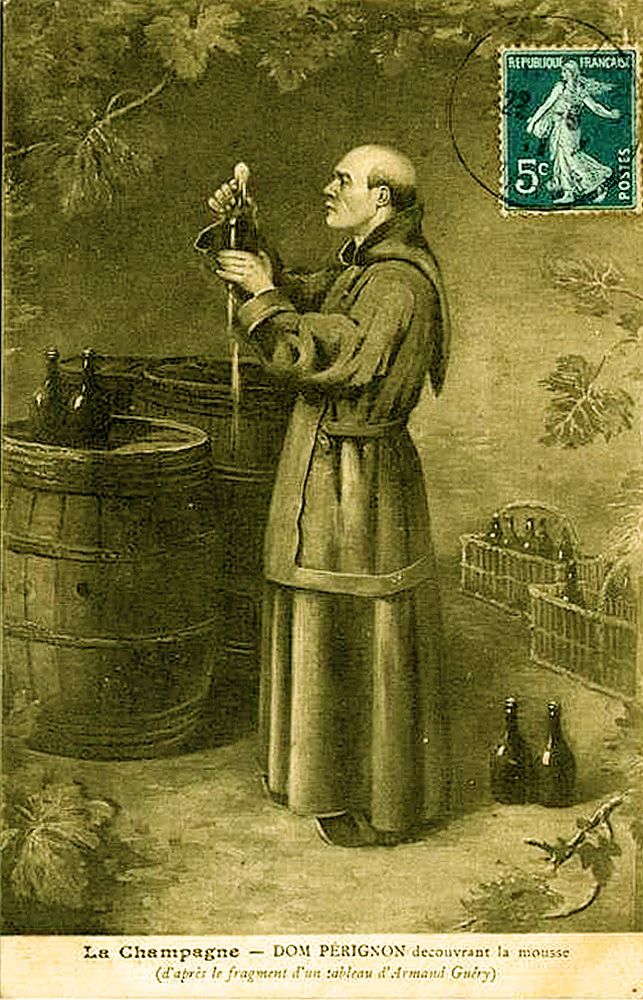
Листівка "Шампанське - Дом Периньйон винаходить піну"

Легенда свідчить, що Дом Периньйон був першим, хто відкрив контрольований метод спінювання пляшкового шампанського вина. 
У той час пляшки закорковували дерев’яними дубовими кілочками, змоченим в олії. У пошуках чистішого та естетичнішого процесу у Периньйона виникла ідея наливати бджолиний віск у горлечко пляшок, забезпечуючи тим самим їх ідеальну герметичність; але через кілька тижнів більшість пляшок вибухала, не витримавши тиску. Насправді цукор, що міститься у воску, потрапляючи до пляшки, викликав друге бродіння. Щасливий збіг обставин дозволив Дому Периньйону виявити бродіння в пляшці. 
Периньйон не був винахідником шипучого бродіння шампанського, він виявив сам процес, але завжди прагнув зменшити наслідки цього "дефекту" вина. Він недолюблював білі сорти винограду, тому що вони більше піддавались повторній реферментації. Попри намагання ченця уникнути цього, бродіння у пляшці залишалося емпіричним і погано контролюваним, аж до дослідження Луї Пастера про бродіння в середині 19 століття.
Процес виготовлення ігристого шампанського був колективною і довготривалою роботою, в якій Дом Периньйон відігравав важливу, але не головну роль. Заслугами Периньойона були: купажування вина, освітлення вина з рожевих та червоних сортів винограду(вони менше піддавались реферментації), потовщення скла пляшки. 
Цитата, яку приписують Періньйону: «Швиденько приходь, я куштую зірки!» – мовляв, так він сказав, куштуючи перше ігристе шампанське. Однак перша згадка цієї цитати, здається, була в друкованій рекламі наприкінці 19 століття.
Основним розповсюдником хибних уявлень навколо Дома Периньйона був один із його наступників в абатстві Овілле, Дом Грусар, який у 1821 році розповів, як Дом Периньйон «винайшов» шампанське серед інших перебільшених оповідок про абатство, щоб підняти історичне значення і престиж  церкви.
Міф Грусара здобув більше, ніж престиж для церкви, він допоміг комерціалізації шампанського на рубежі двадцятого століття. Винопромисловці Шампані використовували міф для реклами Шампані, випустивши брошуру під назвою "Le Vin de Champagne" у 1896 році, в якій прославлявся Периньйон(як винахідник шампанського) та «стародавні традиції». Міф служив для захисту шампанського, виготовленого на Марні, як оригінального ігристого вина, і відкинув інші вина як імітації. Міф також допоміг віддалити шампанське від його асоціацій з аристократичним декадансом і перетворити його на напій, виготовлений завдяки праці та наполегливості ченця.
Міфи про те, що Периньйон був першим, хто використав коркові пробки (насправді їх почали використовувати для закорковування вина у Європі спочатку в Португалії та Іспанії, потім у Великій Британії, і тільки після цього у Франції) і міг назвати точний виноградник, скуштувавши одну виноградинку, ймовірно також походять з оповідок Грусара. Посилання на його «сліпу дегустацію вина» призвели до поширеної помилкової думки, що Дом Периньйон був сліпим.